# Tessin, Rostock
Tessin (Tessin bei Rostock) là một thị xã ở huyện Bad Doberan, trong bang Mecklenburg-Western Pomerania, Đức. Đô thị này nằm bên sông Recknitz, 22 km về phía đông của Rostock.
Tessin có diện tích 24,52 km2, dân số cuối năm 2006 là 4040 người.